# (24158) Kokubo
(24158) Kokubo est un astéroïde de la ceinture principale.

## Description
(24158) Kokubo est un astéroïde de la ceinture principale. Il fut découvert le 1er novembre 1999 à la station Anderson Mesa par le programme LONEOS. Il présente une orbite caractérisée par un demi-grand axe de 2,31 UA, une excentricité de 0,09 et une inclinaison de 5,1° par rapport à l'écliptique.

## Compléments